# Axel Sparre (1620–1679)
Axel Sparre, född 3 augusti 1620 på Stora Sundby i Öja socken, Södermanland, död 16 april 1679 i samma slott, var en svensk friherre, riksråd och landshövding. Sparre var son till Carl Eriksson Sparre och Margareta Axelsdotter Natt och Dag samt bror till landshövdingen Erik Carlsson Sparre. 
Sparre skrevs in på universitetet i Leiden 1639 och var kammarherre hos drottning Kristina från 1642. Han anställdes 1644 i kansliet och fick häradshövdingeränta för Konga härad i Småland. Han var därefter riksjägmästare 1645–1650 och 1658–1664, landshövding på Gotland 1650–1654, i Östergötland 1654–1655, riksråd från 1655, lagman i Tiohärads lagsaga från 1657, president i Wismarska tribunalet 1664–1665 och 1673 samt överståthållare i Stockholm 1665–1673. 
Sparres ärvda sätesgård var Stora Sundby i Öja socken i Södermanland. Dessutom lät han bygga Sparreska palatset på Fredsgatan i Stockholm 1671–1672 efter Nicodemus Tessin den äldre ritningar. Palatset såldes 1688 och idag huserar Konstakademien där.

## Familj
Gift med 1) Margareta (1617–1653), dotter till Gabriel Bengtsson Oxenstierna, från 1645. 
Barn:
- Gabriel Sparre (1646-1707), överstelöjtnant, gift med Ingeborg Christina Ribbing
- Carl Sparre (1648-1716), kammarherre, gift med Beata Falkenberg af Trystorp och Anna Ebba Horn af Marienborg
- Gustaf Adolph Sparre (1649-1692), amiral
- Christina Sparre (1650-1722), gift med Knut Kurck
- Axel Sparre (1652-1728), greve, fältmarskalk
- Johan Sparre (1653-1701), gift med Margareta Bonde

Gift med 2) Beata (1639-1712), dotter till Erik Stenbock, från 1659. 
Barn:
- Margaretha Catharina Sparre (1660-1702), gift med friherren och hovmarskalken Peter Leuhusen (1649-1726)
- Charlotta Sparre (1661-1702), gift med Salomon Cronhielm af Hakunge
- Ebba Maria Sparre (1663-1740), gift med friherren Bengt Rosenhane (1639-1700) och greven Erik Gustaf Stenbock (1662-1722)
- Erik Sparre af Sundby (1665-1726), greve och fältmarskalk
- Lars Sparre (1673-1703), gift med Adolfina Johanna Fleetwood